# Nassau County, New York
Nassau County är ett county beläget på västra delen av Long Island i delstaten New York i USA. Countyt domineras av villaförstäder i New Yorks storstadsregion och ligger direkt öster om staden New Yorks stadsgräns. År 2010 hade countyt 1 339 532 invånare. Den administrativa huvudorten (county seat) är Mineola.

## Historik
De första européer som etablerade sig i området kom från Nederländerna och området var en del av kolonin Nya Nederländerna. Namnet Nassau kommer av namnet på det regerande kungahuset, Huset Nassau-Oranien. Det område som idag kallas för Nassau County utgjorde tidigare merparten av Queens County, som var en av de 12 ursprungliga counties som grundades 1683 och som då bestod av två städer, Hempstead och Oyster Bay. 1784, efter den Amerikanska revolutionen, delades Hempstead i två delar.

## Geografi
Enligt United States Census Bureau har countyt en total area på 1 173 km². 743 km² av den arean är land och 430 km² är vatten.

### Angränsande countyn
- Bronx County, New York - väst-nordväst
- Fairfield County, Connecticut - nord
- Queens County, New York - väst
- Suffolk County, New York - öst
- Westchester County, New York - nordväst

## Demografi
På grund av läget har Nassau County under den senare delen av 1900-talet upplevt ett starkt inflöde av personer, som tidigare varit bosatta i New York och som valt att byta ut sitt storstadsliv mot ett boende i ett av sovstadsområdena.
Inflyttningen har fått till följd, att Nassau County har den högsta inkomstnivån per familj av alla counties i staten New York (delstat) och den sjätte högsta i hela unionen. 2004 var medianinkomsten för en familj $78 762 (ungefär = 625 000 SEK).